# 山梨交通静岡営業所
山梨交通静岡営業所（やまなしこうつうしずおかえいぎょうしょ）は、静岡県富士宮市に位置する山梨交通の営業所。

## 概要
山梨交通が全業務を山交タウンコーチに移管したものである。
2018年10月1日に山梨交通株式会社が山交タウンコーチ株式会社を吸収合併した。
山梨交通グループでは唯一、静岡県内にある営業所である。

## 管轄路線
PASMOなどの交通系共通ICカードが使用可能

### 富士宮駅線
- 富士宮駅 - イオンモール富士宮 - 星山台 - 松野 - 富士川楽座 - 富士川駅 - 蒲原病院
  - 早朝夜間はイオンモール富士宮通過便もある。
  - 国（地域間幹線系統確保維持費国庫補助金）・県（バス運行対策費補助金）、沿線自治体である富士市（富士市生活交通地域・基幹路線維持費補助金）・富士宮市（富士宮市地方バス路線維持補助金）からの補助を受けて運行を行っている。

### 大北線
- 大北 - 松野 - 富士川楽座 - 富士川駅 - 蒲原病院 - 蒲原中学校
  - 沿線自治体である静岡市（静岡市バス路線維持費補助金）・富士市（富士市生活交通地域・基幹路線維持費補助金）からの補助を受けて運行を行っている。
  - 沿線自治体の1つである富士市からの補助については、令和5年度分から減額となったためこれ以上の収支悪化では路線維持が困難であることから、2025年9月末をもって運行終了する予定である。富士宮駅線についても継続困難であることから沿線自治体と協議を続けている[2][3]。

## 過去の路線
- 富士宮駅 - 香葉台団地 - 芝川駅
- 瀬戸島車庫 - 富原橋 - 大北 - 松野 - 富士川楽座 - 富士川駅 - 蒲原病院 - 蒲原中学校